# Luciano Ferragni
Luciano Antonio Ferragni (Cremona, 5 settembre 1853 – Cremona, 25 febbraio 1911) è stato un avvocato e politico italiano.

## Origini familiari
Nacque da Gaetano Ferragni e Maria de Vincenzi, borghesi esposti alle teorie dell'illuminismo (vedi famiglia Ferragni).
Il padre, medico chirurgo, fu fervente cospiratore durante le lotte risorgimentali. Membro del governo provvisorio cremonese durante i moti liberal-nazionali del 1848, finì esiliato al fallimento della Prima guerra d'indipendenza.
In questa fase l'intera famiglia paterna fu illustre eccitatrice del partito rivoluzionario; gli zii Francesco Ferragni e Gaetano Tibaldi, dottori in legge votati alla causa nazionale, patrocinarono Giuseppe Mazzini delineandosi fra i più operosi patrioti italiani.
L'educazione familiare giocò dunque un ruolo fondamentale nella formazione del giovane Luciano, la cui visione politica fu certamente influenzata dalla dottrina mazziniana e garibaldina.

## Tendenza radicale
Ventenne si laureò in legge all'Università di Bologna discutendo una tesi dal titolo "Dell'ordinamento, dell'amministrazione comunale e provinciale".
A Cremona avvicendò la professione di avvocato ad un crescente coinvolgimento politico e sociale. Affine all'estrema sinistra frequentò il circolo intitolato a Carlo Cattaneo, ambiente radicale del quale condivise la condotta liberista e progressista, avversa alle classi conservatrici più retrograde, ai moderati e al clero.
Con Ettore Sacchi, Leonida Bissolati, Costantino Lazzari e altri concittadini fece parte di un raggruppamento radical-democratico che a partire dagli anni '80 si prefigurò come alternativa al vecchio ordinamento, mettendo in discussione poteri e privilegi tanto secolari da essere vissuti come legittimi e costituiti.
Contestualmente promosse il decollo industriale nell'arretrato territorio cremonese associandosi a modesti laboratori in via di sviluppo e incoraggiando l'evoluzione tecnologica. Profondo impegno venne profuso a favore della diffusione elettrica, al fine di distribuire energia per uso pubblico e privato, per l'illuminazione e la forza motrice.
In un contesto statico e lontano da ogni progresso il tentativo di imprimere alla realtà cittadina qualcosa di nuovo, di più intenso e moderno fu considerato una maniacalità e inizialmente disdegnato.
Sostenitore dei movimenti contadini-operai partecipò all'organizzazione di insurrezioni rurali nel cremonese al fine di ottenere migliori condizioni di vita nelle campagne. Questa fase segnò una decisiva apertura nei rapporti fra la classe intellettuale (professori, avvocati, medici) e la classe subalterna in cui andava crescendo, seppure con limitati diritti, un'organizzazione di stampo socialista.
Nel novembre del 1889 fu eletto Sindaco a Cremona divenendo il primo storico rappresentante della sinistra borghese d'opposizione, filo-risorgimentale, molto sensibile ai valori sociali e ispirata a più moderne concezioni di pensiero.
Popolare e apprezzato fu rieletto nonostante la propria opposizione nell'aprile 1894 e confermato per l'esercizio di un terzo mandato all'inizio del 1897.
Sotto il suo governo furono vagliate riforme politico-sociali del tutto rivoluzionarie e si diede il via alle prime modernizzazioni in ambito tecnologico.

## Riforme politico-sociali
Da primo cittadino propugnò i punti fondanti del programma di partito, comprovato a Roma nel maggio 1890 durante il Congresso nazionale dell'estrema sinistra, di cui i radicali costituivano l'ala meno intransigente. In sintesi:
- completa separazione tra Stato e Chiesa;
- superamento del centralismo a favore di un decentramento amministrativo di matrice comunale;
- promozione dell'ideale federale degli Stati Uniti d'Europa (mutuato da Carlo Cattaneo);
- opposizione al nazionalismo, all'imperialismo e al colonialismo;
- indipendenza della magistratura dal potere politico;
- abolizione della pena di morte;
- tassazione progressiva;
- emancipazione sociale e nel lavoro della donna;
- suffragio universale per uomini e donne;
- istruzione gratuita e obbligatoria;
- riduzione dell'orario di lavoro;
- riduzione del servizio di leva;
- pianificazione di lavori pubblici per la riduzione della disoccupazione;
- sussidi, indennità, pensioni e garanzie sociali per i lavoratori.

Leonida Bissolati e Ettore Sacchi, progressisti, innovatori. Entrambi furono consiglieri comunali durante le amministrazioni del sindaco Ferragni

Nello stesso 1890 approvò l'ultimazione delle prime installazioni elettriche; in breve tempo furono illuminati con successo i ritrovi mondani più esclusivi del centro storico come i giardini pubblici di piazza Roma, i caffè Soresini e Garibaldi.
Nonostante la diffidenza espressa dall'amministrazione comunale, ancorata all'utilizzo di gas per le luminarie di strade e piazze, deliberò una concessione atta ad estendere la rete elettrica alle zone più popolose e disagiate della città.
Nel 1891 fu tra i fondatori della Camera del Lavoro di Cremona, un ente atto a rappresentare autonomamente gli interessi della classe operaia e contadina, superando l'interclassismo, l'assistenzialismo e tutelando il lavoratore dal soggiogante dominio padronale. In quest'epoca assecondò la nascita di un'alleanza cittadina con i crescenti movimenti socialisti, già capeggiati dall'amico Leonida Bissolati.
Fu così che nel 1894 integrò in consiglio comunale sei membri socialisti (di cui tre operai) a margine della propria maggioranza radical-democratica.
Il municipio divenne allora luogo primario di forte confronto dialettico fra idee, interessi sociali, nuove iniziative pubbliche e sperimentazioni tecnologiche.
In cooperazione con l'ingegnere Giuseppe Vacchelli considerò la possibilità di generare energia elettrica in proprio, applicando una dinamo ad una ruota di mulino posta nel mezzo di due grosse barche ancorate sul fondale del fiume Po. Questa fase di studio e attenta valutazione si rivelò determinante alla risolutiva progettazione della centrale elettrica di Mirabello Ciria che a partire dal 1900 assicurò al comune di Cremona l'acquisto di energia ad un prezzo conveniente.

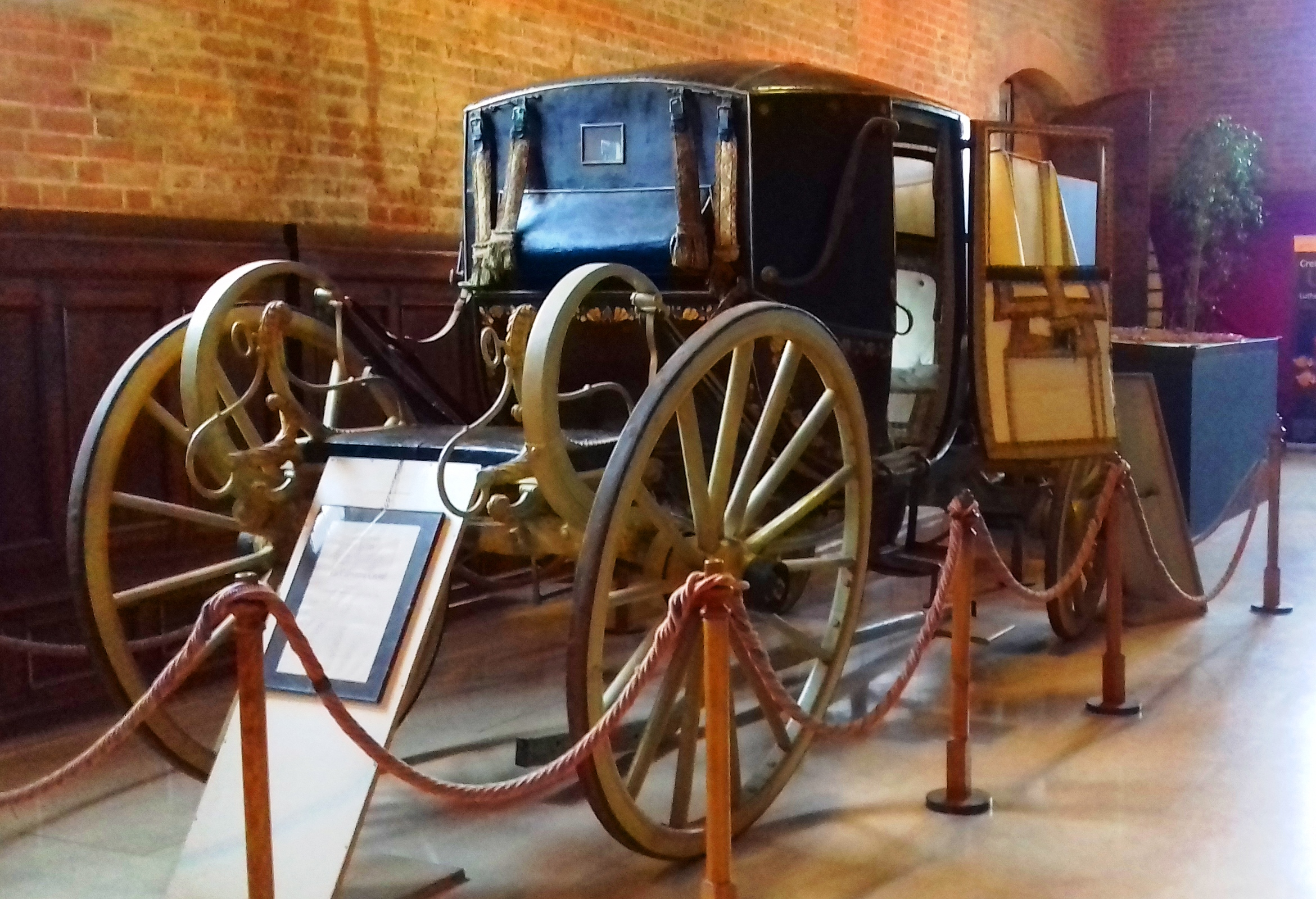
Carrozza modello Berlina di gala (1770-1780), dono della patrizia cremonese Vittoria Luigia Crotti Calciati al Sindaco del comune di Cremona avv. Luciano Ferragni, addì 2 settembre 1894

A partire dal 1897 ebbe l'intraprendenza di rendere pubblici servizi che fino ad allora furono privilegio di facoltosi privati. In questo modo il Comune sostenne la diretta amministrazione dei rifiuti, del cimitero, della macellazione delle carni.
Nel 1898, quando l'aumento del costo del grano (da 35 a 60 centesimi al chilo) conseguì in furiosi moti popolari, patrocinò l'acquisizione Municipale del panificio cooperativo cittadino al fine di garantire il sostentamento delle classi più povere. A tutela del bilancio comunale emanò di conseguenza un manifesto attraverso cui negava lo stanziamento di una somma atta a commemorare il 50º anniversario dell'unità d'Italia, asserendo che la situazione grave del paese non permetteva feste e spese superflue. 
Questa scelta si rivelò determinante nel mitigare un'aspra contestazione che in molte zone d'Italia vide, al contrario, la repressione governativa delle manifestazioni e la popolazione posta sotto assedio.

### Anticlericalismo
Sotto le sue amministrazioni Cremona si caratterizzò per un laicismo militante fra i più accesi del Regno. La presenza di una borghesia illuminata, progressista e colta si contrappose ad una chiesa conservatrice e antimoderna, in grado di mantenere la propria influenza solo nelle campagne.
In città nacque un'associazione anticlericale editante una propria pubblicazione mentre in consiglio comunale fu approvata un'istanza al governo per la sostituzione dell'insegnamento religioso con l'insegnamento morale civile nella scuola elementare. Attraverso il consigliere Bissolati, deputato socialista a Roma, la proposta venne dibattuta anche in parlamento dove rimase però in minoranza.
I cattolici cremonesi si opposero tenacemente a quest'élite laico-risorgimentale, risoluta nella modifica del calendario scolastico. In seguito a brusche divergenze il Comune decretò il mantenimento della catechesi confinandola al giovedì, giorno di vacanza, istigando una seconda, ma questa volta disattesa contestazione di credenti.

## Condivisione del socialismo
Durante i primi del '900 si accostò in via definitiva al Partito Socialista (PSI). L'evoluzione ideologica, graduale ma coerente, affondò le sue radici nelle molteplici esperienze al fianco di Bissolati, nell'immutata vicinanza con Lazzari e le leghe dei lavoratori padani, nella sua personale opinione del valore positivo della coscienza dei lavoratori nella loro forza.
Morì nel febbraio 1911 a soli 57 anni. Grazie al suo dinamismo e il suo amore verso la modernità fu considerato un innovatore, pioniere dei primi sviluppi cittadini, determinanti per svincolare Cremona dai tenaci tentacoli del provincialismo e assurgere al ruolo di città.
Per questi motivi fu omaggiato dalla cittadinanza con l'intitolazione di una via.

## Vita privata
Il 29 marzo 1902 sposò con rito civile la concittadina Iside Marini, già compagna in una relazione di libera unione inconsueta per l'epoca.
Durante la fase precedente al matrimonio, durata circa vent'anni, la coppia ebbe tre figli:
- Gaetano (1887): politico socialista e Senatore della Repubblica durante la I legislatura. Per lunghi anni presidente degli Istituti ospitalieri di Cremona e consigliere della Banca popolare di Cremona.
- Rosolino (1896): politico comunista rivoluzionario, tra i fondatori del Partito Comunista d'Italia. Sentenziato durante il ventennio fascista nel primo grande processo politico italiano, rivolto ai massimi dirigenti del PCd’I (Gramsci, Terracini, ecc..).
- Amelio (1899): notaio a Cremona.